# Hardstep
Hardstep es un subestilo del drum and bass que surgió hacia 1994. Se caracteriza por su producción sucia, lo que le da un toque periférico y duro. Los breaks están menos troceados que en el jungle clásico, y son más duros, de ahí el nombre.
El género encontró popularidad en los junglistas, a pesar de haber perdido popularidad después de su momento en favor del techstep. Algunos artistas que lo han practicado incluirían a DJ Hype y DJ Zinc.
- Datos: Q2640307